# Say Hello, Wave Goodbye
Say Hello, Wave Goodbye è un singolo del gruppo musicale britannico Soft Cell, pubblicato nel 1982 ed estratto dall'album Non-Stop Erotic Cabaret.

## Tracce
- 7"

1. Say Hello, Wave Goodbye - 5:24
2. Say Hello, Wave Goodbye (Instrumental) - 5:12

- 12"

1. Say Hello, Wave Goodbye (Extended) - 9:08
2. Fun City - 7:45